# Санктьюері (Техас)
Санктьюері (англ. Sanctuary) — місто (англ. town) в США, в окрузі Паркер штату Техас. Населення — 337 осіб (2020).

## Географія
Санктьюері розташоване за координатами 32°54′47″ пн. ш. 97°35′16″ зх. д. / 32.91306° пн. ш. 97.58778° зх. д. (32.913158, -97.587670).  За даними Бюро перепису населення США в 2010 році місто мало площу 2,22 км², уся площа — суходіл.

## Демографія
Згідно з переписом 2010 року, у місті мешкало 329 осіб у 133 домогосподарствах у складі 98 родин. Густота населення становила 148 осіб/км².  Було 140 помешкань (63/км²).
Расовий склад населення:
| - 94,2 % — білих - 1,2 % — азіатів - 0,6 % — чорних або афроамериканців - 0,3 % — корінних американців - 1,8 % — осіб інших рас |

До двох чи більше рас належало 1,8 %. Частка іспаномовних становила 3,3 % від усіх жителів.
За віковим діапазоном населення розподілялося таким чином: 21,6 % — особи молодші 18 років, 57,1 % — особи у віці 18—64 років, 21,3 % — особи у віці 65 років та старші. Медіана віку мешканця становила 46,3 року. На 100 осіб жіночої статі у місті припадало 105,6 чоловіків;  на 100 жінок у віці від 18 років та старших — 96,9 чоловіків також старших 18 років.
Середній дохід на одне домашнє господарство  становив 84 279 доларів США (медіана — 59 792), а середній дохід на одну сім'ю — 101 463 долари (медіана — 76 000). За межею бідності перебувало 9,7 % осіб, у тому числі 6,9 % дітей у віці до 18 років та 5,8 % осіб у віці 65 років та старших.
Цивільне працевлаштоване населення становило 160 осіб. Основні галузі зайнятості: виробництво — 16,9 %, будівництво — 16,9 %, освіта, охорона здоров'я та соціальна допомога — 16,3 %.